# Тахта

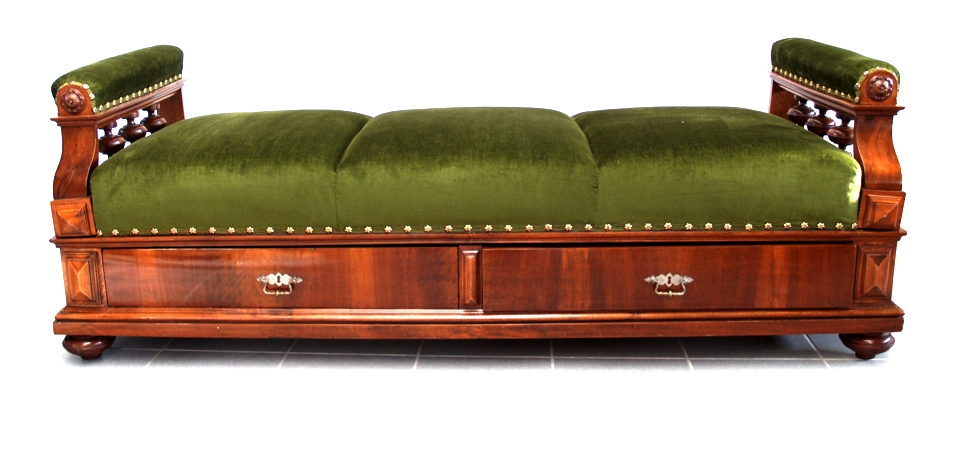
Тахта

Тахта́ — широкий диван без спинки, іноді з двома підлокітниками. Часто покривається килимом або матерією. Тахта поширена в азійських країнах, в Україні зустрічається рідше[джерело?].

## Етимологія
Слово тахта походить з тюркських мов: (пор. каз. і тат. такта, тур. tahta — «дошка»), у яких має перське походження.
Двоспальне або односпальне ліжко без спинки або з однією спинкою біля узголів'я (на зразок отоманки), схожу на тахту, називають «ліжком-тахтою».